# Verbena stellarioides
Verbena stellarioides — вид трав'янистих рослин родини Вербенові (Verbenaceae), поширений у пд. Бразилії, пн. Аргентині.

## Опис
Трава з дерев'янистою основою 40–70 см заввишки, стебла прямостійні чи лежачі з висхідними квітковими гілками, безволоса чи вкрита короткими жорсткими притиснутими волосками над ребрами. Листки сидячі, листові пластини 25–100 × 5–6 мм, простягаються вниз по стеблу нижче точки прикріплення, цілі, від лінійних до вузько-еліптичних, верхівка гостра, поля цілі або злегка пилчасті, обидві поверхні голі або злегка вкриті короткими жорсткими притиснутими волосками.
Суцвіття — щільні багатоквіткові колоски, збільшені в плодоношенні. Квіткові приквітки 10–14 мм, вузько яйцюваті з гострою верхівкою, вкриті короткими жорсткими притиснутими волосками, поля війчасті. Чашечка довжиною 8.5–10 мм, щільно жорстко волосиста із залозистими волосками, зубчики 2 мм. Віночок бузковий або рожевий, 15 мм, зовні війчастий.

## Поширення
Поширений у пд. Бразилії, пн. Аргентині.
Населяє луки та затоплені поля на рівні моря.